# Club Baloncesto San Pablo Burgos
El Club Baloncesto San Pablo Burgos, prèviament anomenat Club Baloncesto Miraflores, és un club de bàsquet de la ciutat de Burgos (Castella i Lleó) fundat l'any 2015. Per motius de patrocini s'anomena San Pablo Burgos. La temporada 2017-2018 participa en la lliga ACB.